# Чаупати
Чаупати или Чоупатти (англ. Chaupati, хинди चौपाटी) — пляж в Мумбаи. Расположен в городском округе Гиргаум в непосредственной близости от Марин-драйв. На Чаупати с особой пышностью ежегодно проводится индуистский фестиваль Ганеша-чатуртхи, в ходе которого верующие омывают божества Ганеши в Аравийском море. В переводе чаупати означает «четыре ручья» или «четыре канала».

## Галерея

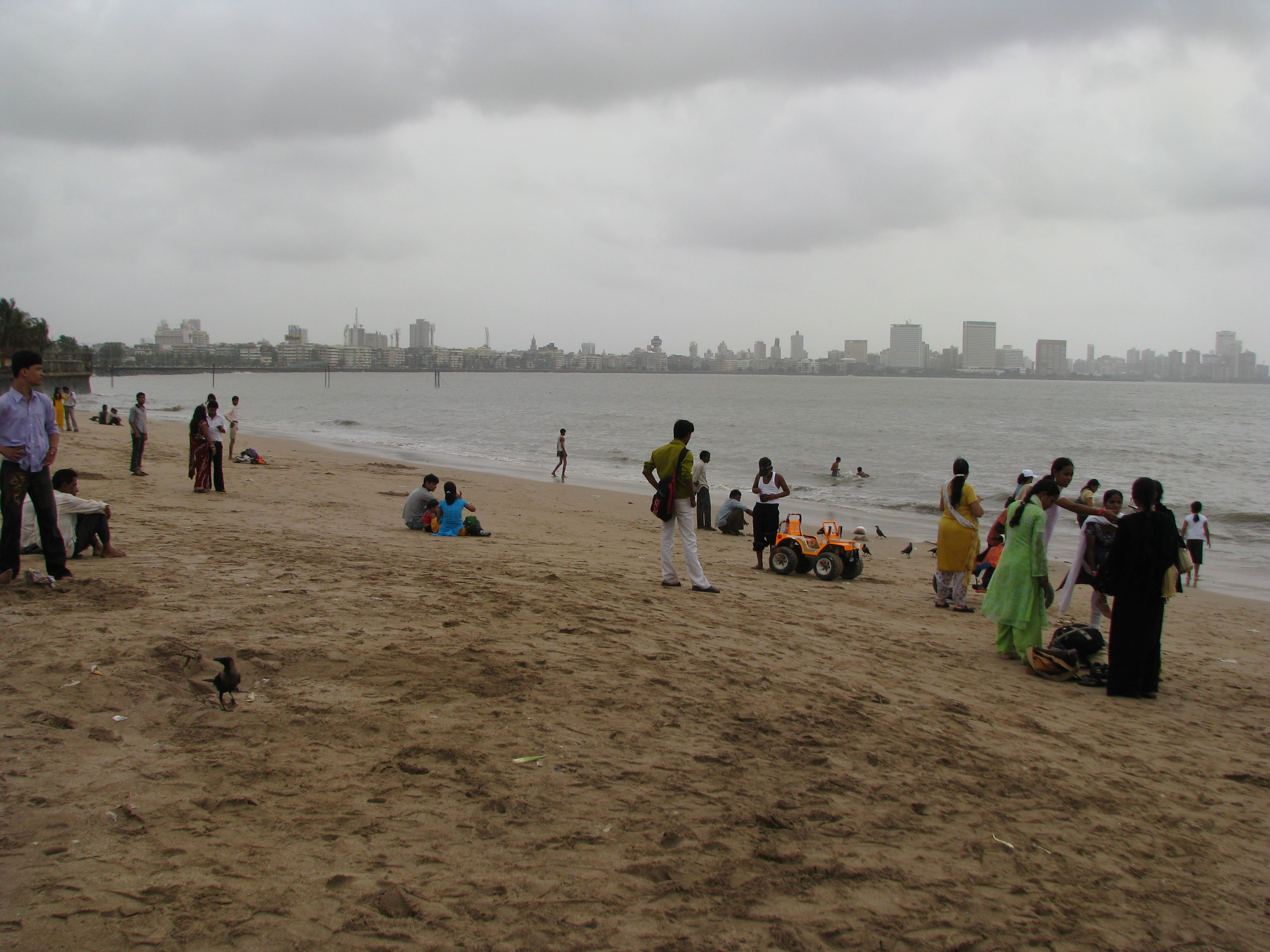
Пляж
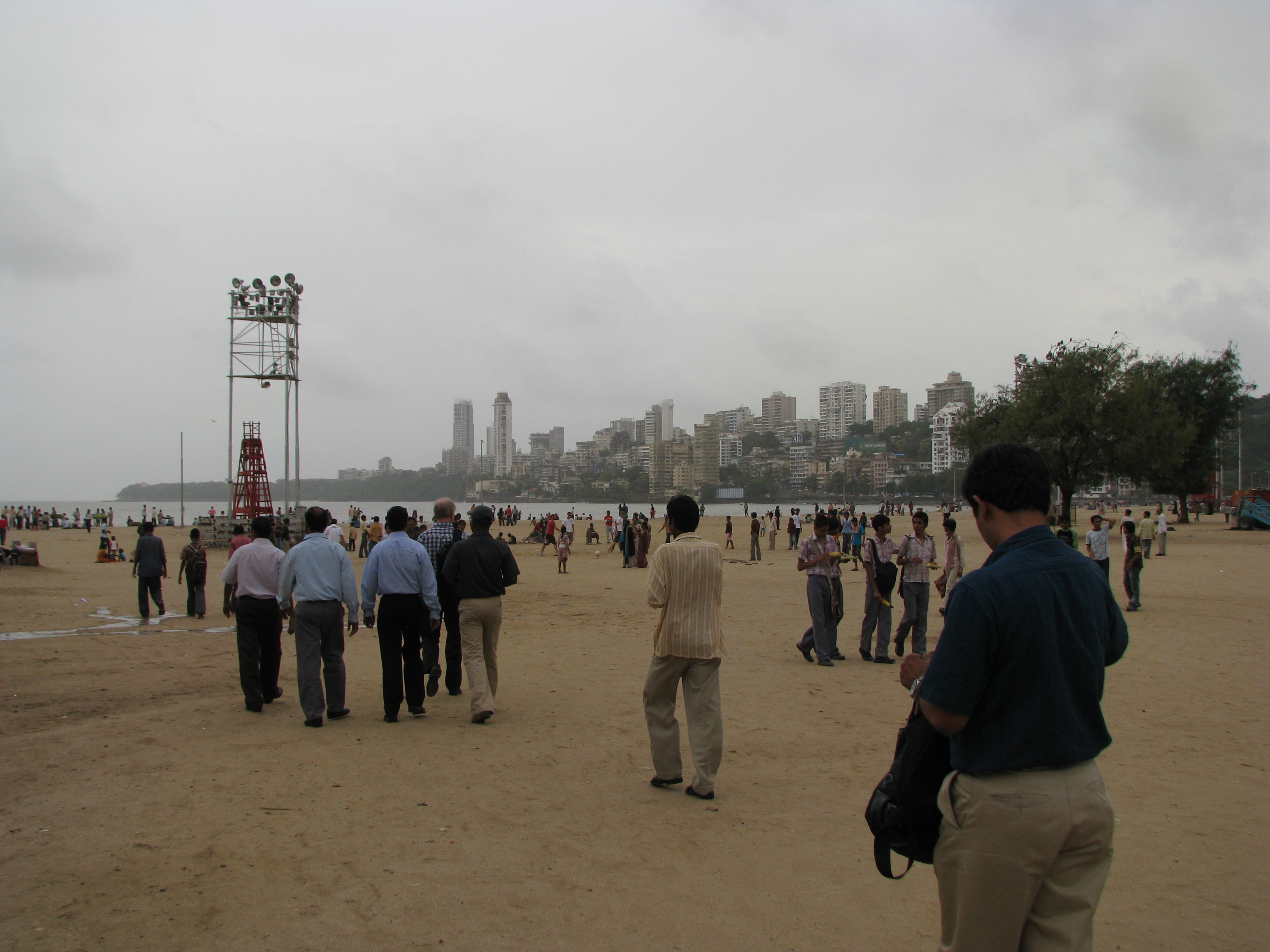
Пляж
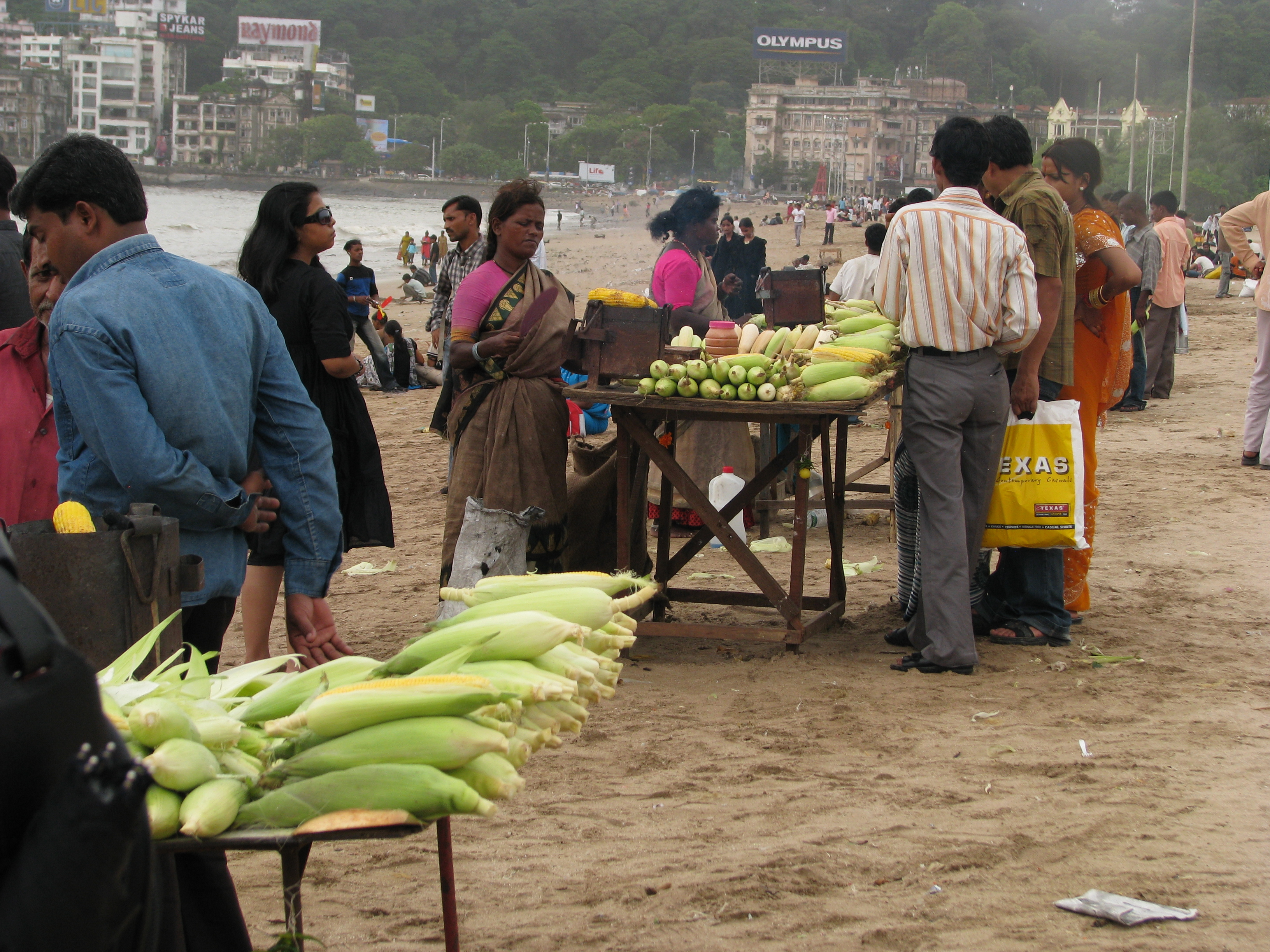
Продавцы кукурузы
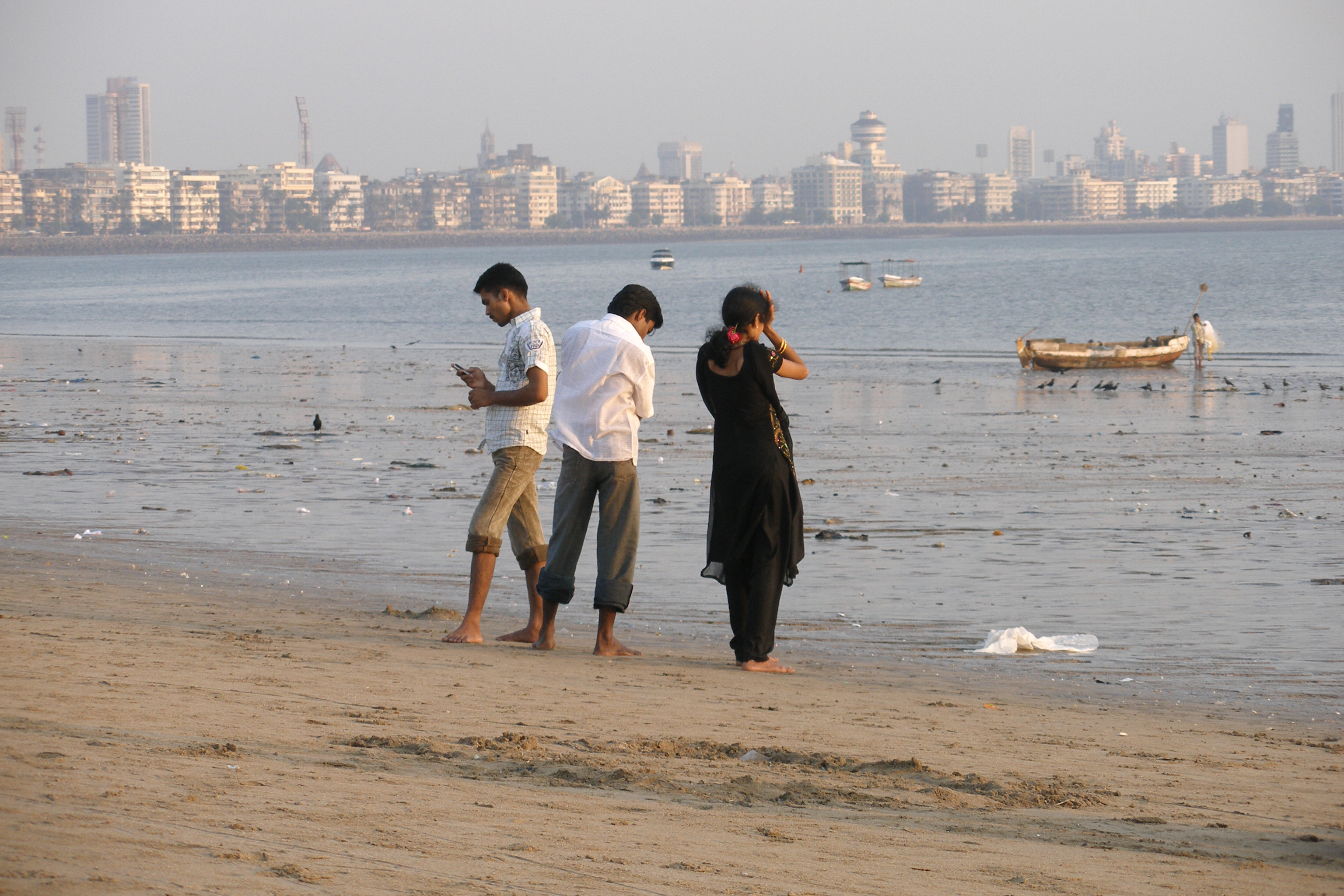
Прогулка
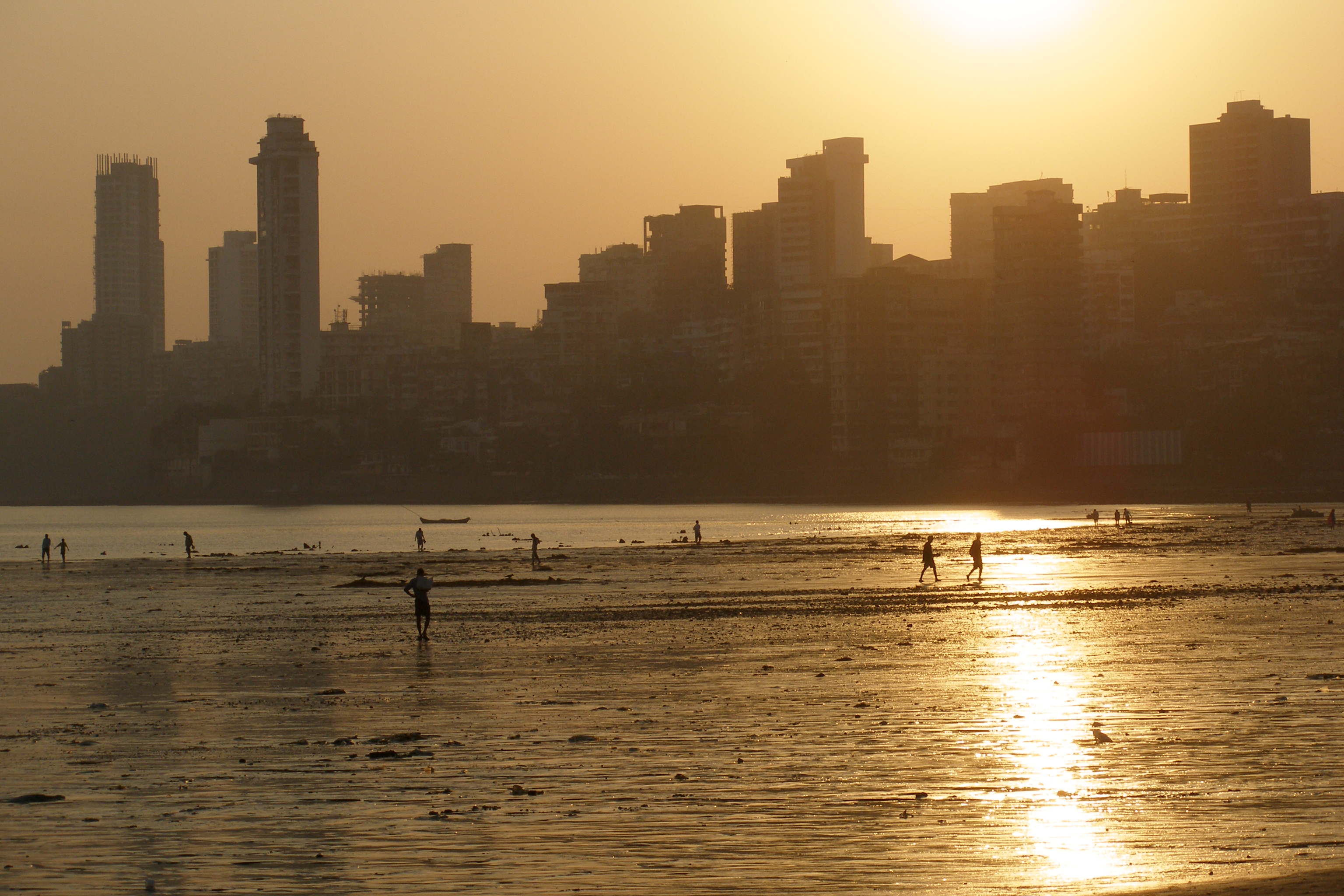
Закат на пляже
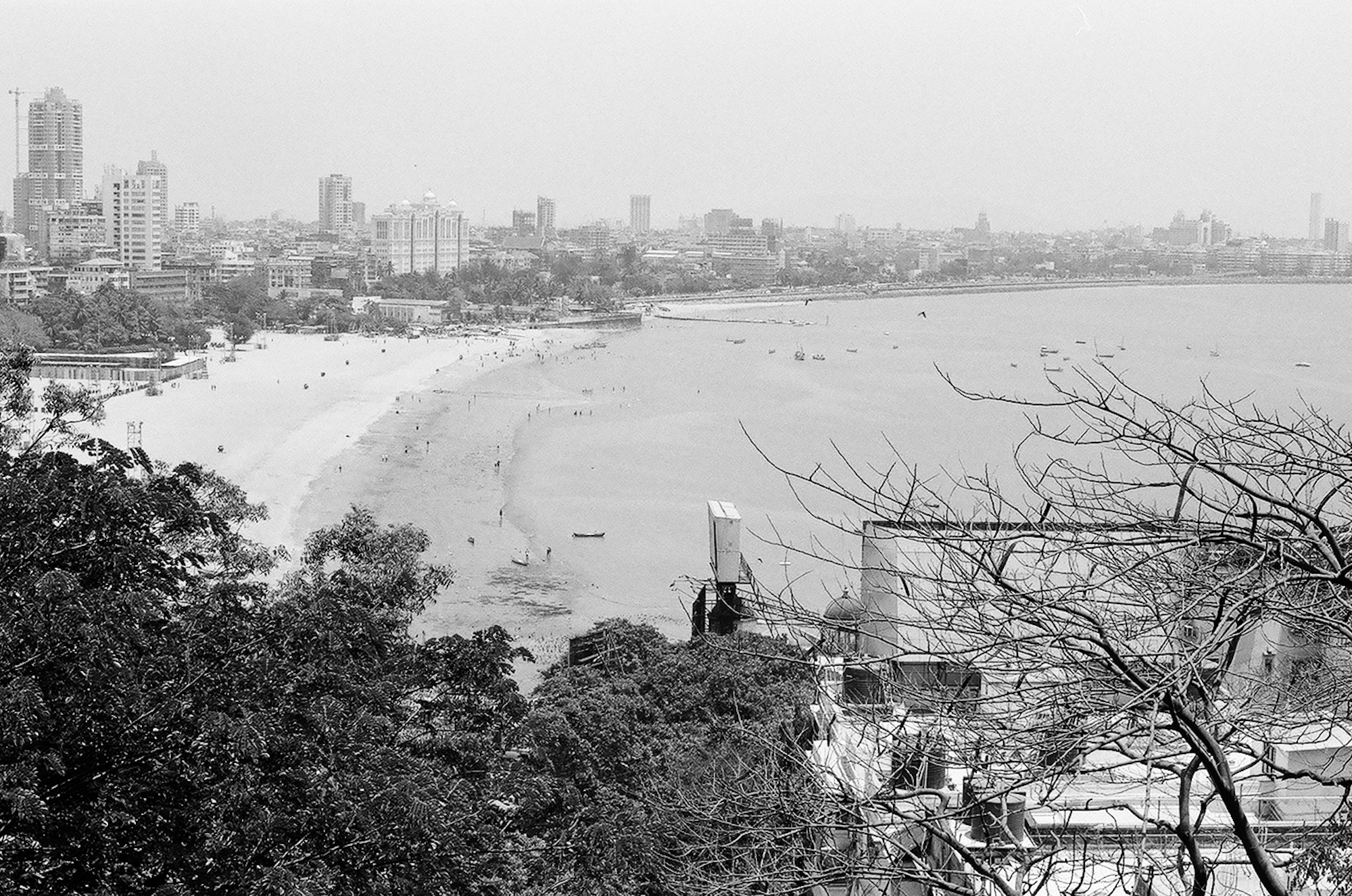
Скайлайн
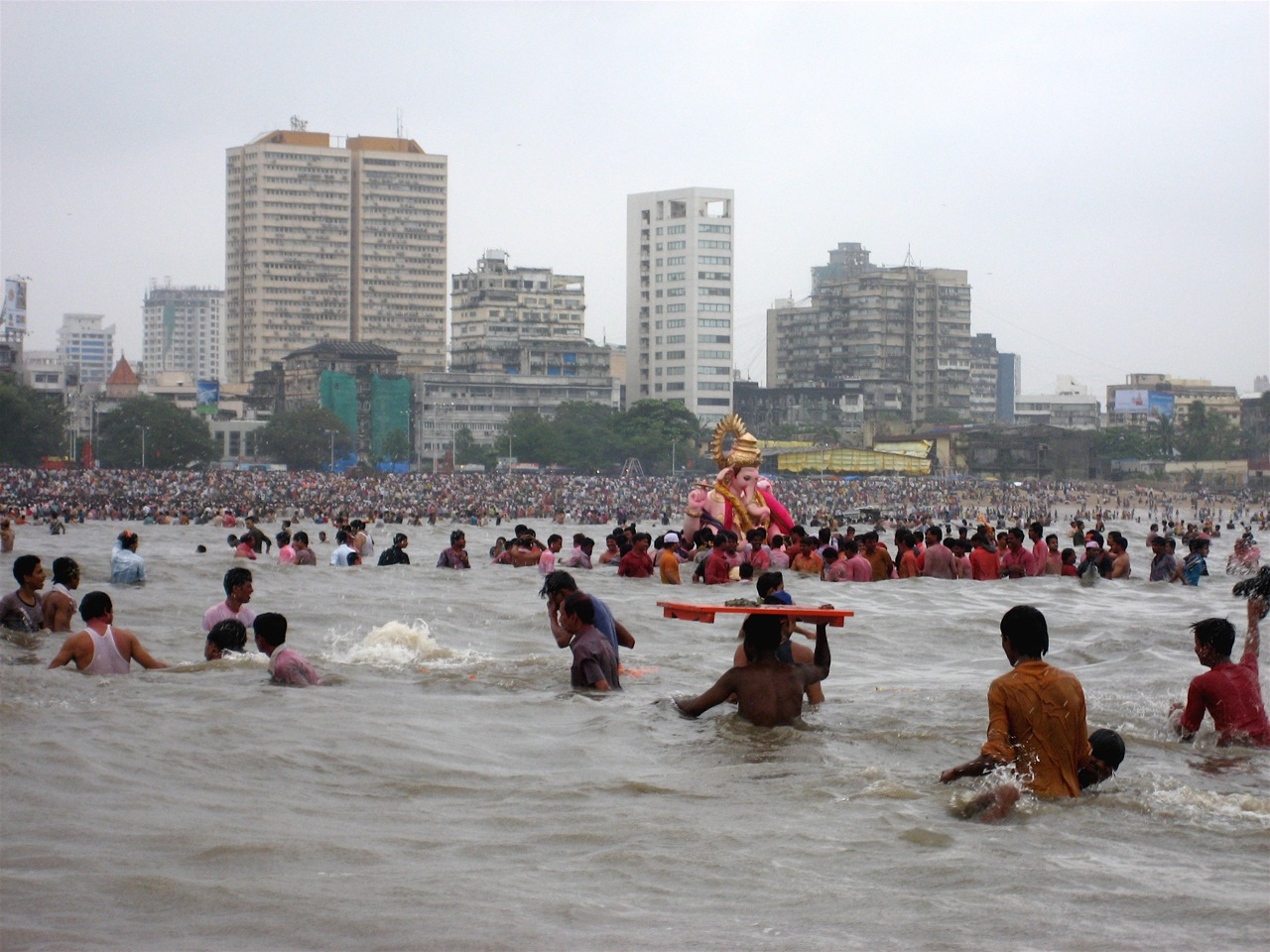
«Ганеш Висаржан», конца фестиваля Ганеш Чатурти